# Poststadion
Poststadion – wielofunkcyjny stadion w dzielnicy Moabit w Berlinie w Niemczech, zbudowany w 1929 roku. Obecnie używany przez regionalne kluby piłkarskie:
- Minerva Berlin
- SC Union 06 Berlin
- SV Yeşilyurt
- Berliner AK 07

Stadion posiada 10 000 miejsc. Rekord frekwencji wyniósł 45.000 widzów, gdy w dniu 10 maja 1930 r. Niemcy zremisowali z Anglią 3-3.
Po zamknięciu Stadionu Niemieckiego w 1934 roku, Poststadion stał się miejscem finału rozgrywek o mistrzostwo Niemiec, w którym to FC Schalke 04 pokonało 2-1 1. FC Nürnberg. Stadion był także wykorzystany jako arena bokserska, kiedy to 7 lipca 1935 Max Schmeling wygrał z Paulino Uzcudunem po dwunastu rundach.
Na tym obiekcie rozegrano także kilka meczów podczas Letnich Igrzysk Olimpijskich 1936.